# Plan Mansholta
Plan Mansholta – plan zawierający projekt zmian wspólnej polityki rolnej, tak aby przystosować ją do nowej sytuacji ekonomicznej (szybko rosnące koszty stosowania WPR, jak i konflikty z krajami trzecimi). Został opracowany w 1969 pod kierunkiem Sicco Mansholta, holenderskiego polityka, który w latach 1958-1973 pełnił funkcję komisarza ds. rolnictwa EWG.
Plan Mansholta opierał się na dwóch głównych założeniach:
1. niezbędne jest prowadzenie w skali EWG jednolitej i konsekwentnej polityki strukturalnej (częściowe zastępowanie mechanizmów rynkowych prowadzących do wzrostu produkcji polityką strukturalną);
2. zmiany w dotychczas prowadzonej polityce rynkowej tj.
  - poprawa informacji rynkowej,
  - przywrócenie równowagi podaży i popytu na rynkach niektórych surowców rolnych (mleko, cukier, warzywa i owoce),
  - koncentracja podaży.

Miał też na celu doprowadzenie do powstania większych gospodarstw rolnych jako bardziej wydajnych, sprzyjających produkcji intensywnej, przyjaznych dla rolników oraz łatwiejszych i tym samym tańszych w obsłudze technicznej. 
Szczegółowe rozwiązania strukturalne obejmowały m.in.:
- ograniczenie zatrudnienia w rolnictwie (zlikwidowanie produkcji w 5 mln gospodarstw rolnych i stopniowe wycofywanie ludzi pracy w tym sektorze);
- koncentracja przestrzenna gospodarstw;
- pomoc gospodarstwom dysponującym odpowiednim potencjałem produkcyjnym;
- ograniczenie powierzchni użytków rolnych.

Założeń Planu Mansholta nie udało się zrealizować ze względu na brak zgody członków EWG na zaproponowane działania. Uważa się, że był zbyt radykalny i śmiały jak na tak wczesny okres istnienia Wspólnej Polityki Rolnej. Jednakże ta inicjatywa zapoczątkowała proces przejmowania polityki strukturalnej w rolnictwie przez instytucje EWG.